# Stadler Saphir
| Stadler Saphir                                          | Stadler Saphir                   | Stadler Saphir                   |  |
| ------------------------------------------------------- | -------------------------------- | -------------------------------- |  |
| Dreiteiliger ABe 4/12 71 „Saphir I“ in Aarau            |                                  |                                  |  |
| Bauartbezeichnung:                                      | ABe 4/12                         | ABe 4/8                          |  |
| Nummerierung:                                           | 70–74                            | 41–45                            |  |
| Anzahl:                                                 | 5                                | 5                                |  |
| Hersteller:                                             | Stadler Rail                     | Stadler Rail                     |  |
| Baujahr:                                                | 2019                             | 2025/2026                        |  |
| Achsformel:                                             | B0'2'+2'2'+2'B0'                 | B0'2'+2'B0'                      |  |
| Spurweite:                                              | 1000 mm (Meterspur)              | 1000 mm (Meterspur)              |  |
| Länge über Kupplung:                                    | 60 700 mm                        | 40 950 mm                        |  |
| Höhe:                                                   | 3994 mm                          |                                  |  |
| Breite:                                                 | 2650 mm                          | 2650 mm                          |  |
| Drehgestellachsstand Triebdrehgestell: Laufdrehgestell: | 2000 mm 1700 mm                  | 2000 mm 1700 mm                  |  |
| Leergewicht:                                            | 96,5 t                           |                                  |  |
| Bruttogewicht:                                          | 125,5 t                          |                                  |  |
| Höchstgeschwindigkeit:                                  | 80 km/h                          | 80 km/h                          |  |
| Kurzzeitleistung:                                       | 1400 kW                          |                                  |  |
| Anfahrzugkraft:                                         | 140 kN                           |                                  |  |
| Beschleunigung:                                         | 1,12 m/s²                        |                                  |  |
| Triebraddurchmesser:                                    | 770 mm                           | 770 mm                           |  |
| Laufraddurchmesser:                                     | 750 mm                           | 750 mm                           |  |
| Stromsystem:                                            | 750 V = (vorbereitet für 1500 V) | 750 V = (vorbereitet für 1500 V) |  |
| Fussbodenhöhe am Einstieg: Hochflurbereich:             | 320 mm 1000 mm                   | 320 mm 1000 mm                   |  |
| Sitzplätze 1. Klasse: 2. Klasse:                        | 18 97 32 Klappsitze              | 12 67 6 Klappsitze               |  |
| Stehplätze (6/m²):                                      | 292                              | 168                              |  |
| Quelle                                                  | [ 1 ] [ 2 ]                      | [ 3 ] [ 4 ]                      |  |

Die Stadler Saphir der Aargau Verkehr AG (AVA) sind meterspurige Elektrotriebzüge, die auf der Wynental- und Suhrentalbahn (WSB) im Schweizer Kanton Aargau eingesetzt werden. Fünf Dreiwagenzüge ABe 4/12 wurden 2019 in Betrieb genommen. 2022 wurden fünf Zweiwagenzüge ABe 4/8 des Typs Saphir II bestellt. Beide Fahrzeugversionen können im Betrieb kombiniert und in Doppeltraktion als 80, 100 oder 120 Meter lange Einheiten eingesetzt werden.

## ABe 4/12 (Saphir I)
Im Jahr 2019 nahm die AVA fünf dreiteilige Meterspurtriebzüge in Betrieb. Sie werden vom Bahnhof Aarau nach Menziken und nach Schöftland eingesetzt und lösten eine Teil der Be 4/4 mit Baujahr 1979 ab. Jeder Wagen verfügt über einen niederflurigen Bereich mit zwei 1,4 Meter breiten Schwenkschiebetüren pro Seite sowie über ein Multifunktionsabteil für Kinderwagen, Fahrräder und Gepäck. Im Mittelwagen dient der ganze Bereich zwischen den beiden Einstiegen als Mehrzweckfläche; entlang den Seitenwänden sind 24 Klappsitze angeordnet.
Die beiden äussersten Drehgestelle sind angetrieben, die Wagenkästen bestehen aus Aluminium. Die leistungsfähige redundante Antriebsausrüstung stammt aus der Familie der Stadler-Meterspurtriebzüge. Die Fahrzeuge sind mit Luftfederung, Klimaanlage und einem Fahrgastinformationssystem ausgestattet und verfügen über zwei Plätze für Rollstuhlfahrer. Im Gegensatz zu den ABe 4/8 auf der AVA-Strecke Wohlen–Dietikon zieht sich ein heller statt dunkelgrauer Streifen über die Dachschräge zur Front, womit die Sichtbarkeit verbessert ist.
Zwei ABe 4/12 können in Vielfachsteuerung verkehren, aber die Infrastruktur der WSB-Strecke ist noch nicht vollständig für 120 Meter lange Züge ausgelegt.

## ABe 4/8 (Saphir II)

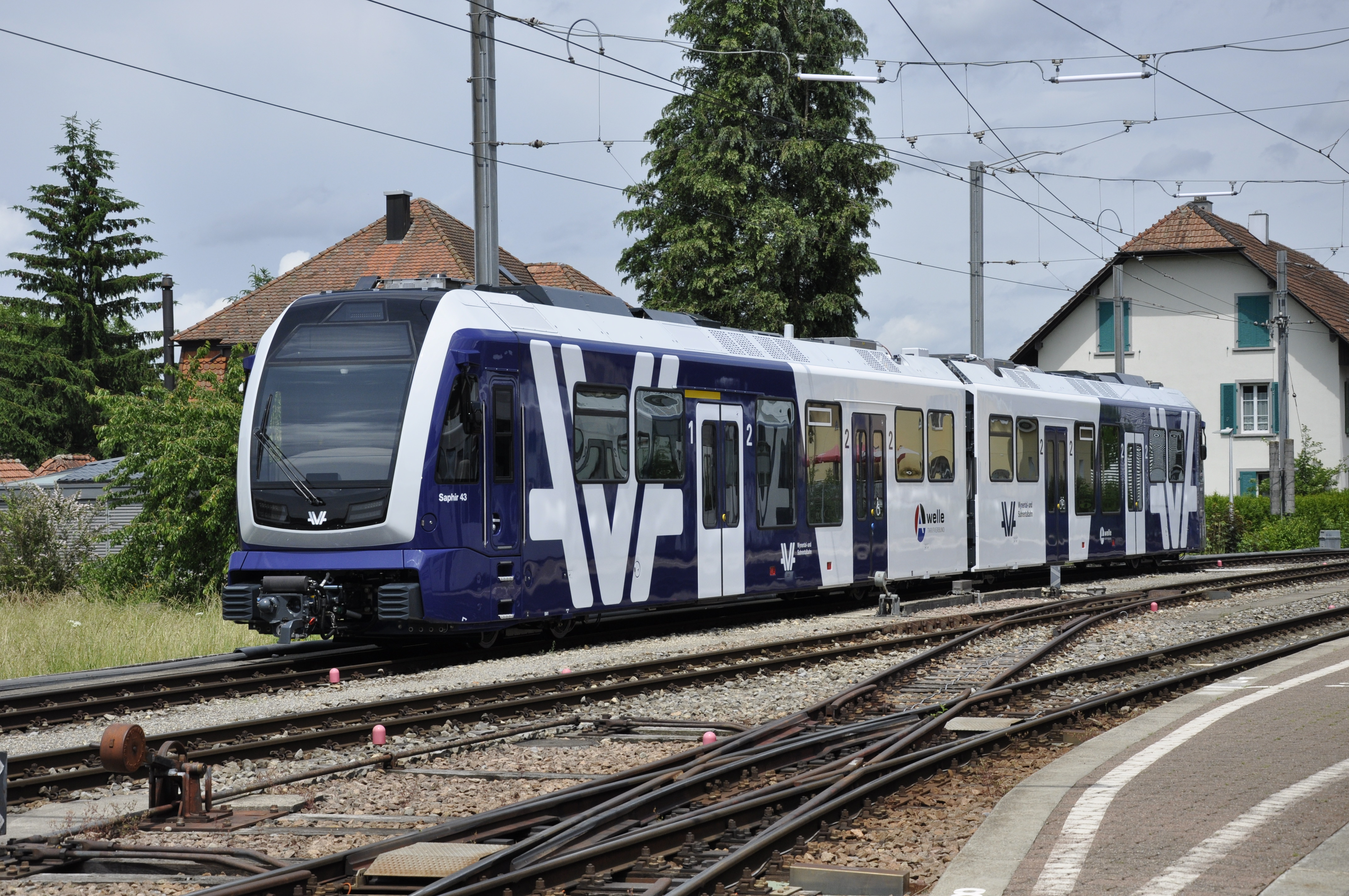
AVA ABe 4/8 43 "Saphir II" in Schöftland

2022 bestellte die AVA  im Rahmen einer Optionseinlösung erneut Fahrzeuge für die WSB. Fünf Zweiwagenzüge des Typs Saphir II im Wert von 39,5 Millionen Franken sollen ab 2025 eingesetzt werden und die Be 4/4 aus dem Jahr 1979 vollständig ablösen. Die Triebzüge sind rund 40 Meter lang und damit 20 Meter kürzer als das Vorgängermodell. Sie bieten Platz für 253 Fahrgäste, verfügen aber im Gegensatz zum Saphir I über keinen Mittelwagen.
Beide Fahrzeugversionen können im Betrieb kombiniert und als 80, 100 oder 120 Meter lange Kompositionen verkehren. Das Design der neuen Niederflurtriebzüge entspricht der seit 2019 im Einsatz stehenden Saphir-Version I.
Die Auslieferung begann im März 2025.